# Egyiptomi istenek listája

Ámon-Ré napisten

Az ókori egyiptomiak istenei az ókori egyiptomi vallás szerves részét képezték, és évezredek óta imádták őket. A természet láthatatlan erőit testesítették meg. Csak néhányuk visel emberi formát, sok közülük állat (vagy  részben ember, részben állat, például madár, rovar, hüllő alakjában jelenik meg, de ezek inkább elrejtik, mint felfedik igazi természetüket.)
Sok közülük ősi eredetű és a Nílus völgyének meghatározott részéhez tartozik, míg mások az egész birodalomban elterjedtek.
Néhány nagy isten már az egyiptomi történelem hajnalán is erősnek számított. Ezek közé tartozott Atum, a teremtés szelleme, Ré, a napisten, Thot, a bölcsesség és a hold istene, Hathor és Ízisz, a nagy istennők különböző formákban, Neith, harcos északi istennő, Ptah, a legfőbb teremtő erő, Széth, eredetileg déli isten, majd a sivatag és a vihar istene, később mint a megtestesült rosszindulat és megsemmisítés istene. Ezt az utolsó szerepét az motiválta, hogy állítólag részt vett testvére, Ozirisz meggyilkolásában (valójában viszonylag későn érkezett az egyiptomi panteonba, az óbirodalom vége felé, bár vannak, akik azt gondolják, hogy az idősebb istenek az abüdoszi régióban mint Ozirisz „előfutárai” szerepeltek). Még a legnagyobb és legrégibb istenek mögött is burkoltan volt valaki, Ő, kinek neve Rejtett, egy rejtélyes, mindenható lény, akitől még a leghatalmasabb istenek is tartottak. Azt beszélték, hogy a legősibb Hórusz sólyom képében leszállt egy ülőrúdra ennek az istennek az égi palotájában.
Ezt a rejtett istent soha nem tárták a nyilvánosság elé Egyiptom története során, bár az egyiptomi istenek eredetét kutatók szerint Ámon volt az, akire az egyiptomiak néha „Rejtett”-ként hivatkoztak.

## Az istenek listája
Nem teljes lista; a főbb és ismertebb istenek kiemelve:
- Aken, alvilági hajós
- Aker, az alvilág kapujának őrzője
- Amentet, a halottak üdvözlője
- Ammut, a rossz emberek szívének felfalója
- Ámon, az istenek királya, ugyanaz mint Ámon-Ré, a napisten
- Amszet, Hórusz egyik fia a mumifikálás során a belsőségek védelmezője
- Anat, az istenek anyja (ázsiai eredetű)
- Andzseti (vagy Anedzsti) – a Nílus deltájának istene, később összeolvadt Ozirisszel
- Anhur, a háború istene
- Anubisz, a balzsamozás és a halottak istene – farkas vagy sakál képében ábrázolják + Ő mérte le a halott ember bűneinek súlyát.
- Anuket, a Nílus istennője
- Ápisz, Ptah megtestesülése bika képében
- Apóphisz, a sötétség istene
- As, a sivatag kegyes istene
- Aton, a napkorong
- Atum, a lenyugvó nap
- Básztet, macskaistennő, Bubasztiszban imádták, amit a deltában a tiszteletére hoztak létre. A vidámság és a zene istennője
- Bata
- Benu, a teremtés madara (ld. Főnix)
- Bész, a szerencse és a gyermekszülés védelmezője, törpe alakjában ábrázolták, főleg a későbbi időkben
- Bukhisz, szent bika, Ré és Ozirisz megtestesülése
- Duamutef, Hórusz egyik fia
- Enneád, a kilenc nagy oziriszi isten; az istenek tanácsa
- Geb, a Föld istene
- Hapi, Hórusz egyik fia
- Ré-Harahti („Ré a horizonton”), Ré megtestesülése, mint a hajnali nap sugara
- Hathor, az Égi Tehén. Azonosult Básztettel, a termékenység és a szerelem istennője, tehén képében jelenik meg, Íziszhez hasonlították, bár a két istennő egymástól teljesen különbözött.
- Hatmehit, a halak istennője
- Heka, a varázslás istene
- Heket (vagy Hek), békaistennő, átvitt értelemben a vizet jelenti
- Hemen, Nehen sólyomistene
- Henti-Imentiu (Hentiamentiu), Abdzsu ősi istene, „a Nyugatiak közt az első”; később Ozirisszel azonosították; múmia alakjában jelent meg. Anuphoz hasonlóan kutya vagy sakál képében is ábrázolják.
- Heper, a szkarabeusz neve és Ré egyik megjelenési formája
- Herisef, a folyópartok felvigyázója
- Hnum kosfejű isten, aki a királyi gyermek fogantatásakor annak kájára ügyel (Elephantinéban imádták)
- Honszu, az ifjú holdisten, Thot mellett ő jelölte az idő múlását.
- Hór-pa-hred (Harpokratész) "Hórusz, a gyermek", Hórusz egy alakja. Ábrázolásain többnyire Ízisz ölében ül, a gyermek Jézus előképe.
- Hórusz, az istenek királya a Földön
- Hórusz-fiúk → Amszet, Hapi, Duamutef és Kebehszenuf
- Ihet
- Ihi
- Imiut
- Irihemesznefer (Arensznuphisz), ember alakú núbiai isten a görög–római korból
- Ízisz, Hórusz anyja, anyaistennő, a termékenység istennője
- Juszaaszet, teremtő istennő
- Kebehszenuf
- Kebehut
- Maahesz, Tell el-Mukdam oroszlánistene
- Maat, az igazság és a rend úrnője
- Mafdet, a skorpiók és kígyók istennője
- Mefnut, oroszlánistennő
- Mehit
- Menkeret
- Meretszeger, a királyok völgyének őrzője, kígyóistennő, nevének jelentése: „csendet szerető”
- Meskent, a gyermekszülés istennője
- Min, a termékenység istene
- Mnevisz, bika képében megjelenő görög–római korú isten (lásd még: Ápisz és Bukhisz)
- Montu, napisten és harcos, sólyom és bika képében is megjelenhet
- Mut, Ámon hitvese, keselyűistennő (fő kultuszhelye Thébában volt)
- Nebethet (Nephtüsz), Ízisz, Ozirisz és Széth testvére, az utóbbi felesége
- Nebtuu
- Nehbet, az istenek erejének keselyűistennője
- Nehebkau
- Neith, a háború és a szövés istennője, a korai időktől kezdve egymást keresztező nyilak jelképezték
- Nemti
- Nofertum vagy Nefertum, Hórusz, lótuszvirágban született gyermek képében
- Nukari (Nw-k3-rỉ), Ningal egyiptomi változata[1]
- Nun, a kezdetek vizének, a mélységnek megszemélyesítője, ahonnan az istenek legkorábbi generációi születtek (éjszaka a Nap, amikor az Alvilágban utazik, meglátogatja Nunt)
- Nut, az ég istennője, aki minden este lenyeli a Napot, majd reggel újjászüli
- Onurisz, lásd: Anhur
- Ozirisz, a növényzet és a termékenység istene, egyben a holtak bírája
- Pahet, az asszonyok ereje
- Ptah, a legősibb teremtő isten, ember alakban ábrázolták, de bikaként is megjelenik
- Ptah-Szóker-Ozirisz, lásd: Szerápisz
- Rat-Taui
- Ré, napisten, az emberiség atyja
- Seszemu: a kenőcsök, parfümök, borok, a tánc és ének istene, de a vér istenének is tartották, aki képes lemészárolni és feldarabolni más istenségeket. Az Óbirodalom idején tisztelték leginkább, oroszlánistenként ábrázolták.
- Su, a levegő istene, Nut és Geb apja (különösen Heliopoliszhoz kapcsolódott)
- Szahmet, Szehmet, oroszlánfejű istennő, Ptah hitvese, Hathor egyik alakja
- Szatet
- Szelket vagy Szerket, skorpióistennő, a király koporsójának védelmezője
- Szerápisz, korábban Ptah-Szokar-Ozirisz, Ptah megtestesülése, összefonódva Ozirisszal, különösen Szakkara régióban volt fontos. Később, görög hatásra Szerápisszal azonosították, aki az égbolt szakállas bölcs istene
- Szesat, az írás, az építészet és az olyan föld mérésének istennője, ahová templomot szándékoztak építeni
- Széth, a vihar és káosz istene
- Szobek, az istenek őrzője, krokodilisten (különösen a XIII. dinasztia idején volt népszerű a királyok körében, akik a nevét a nevük részévé tették)
- Szokar, Memphiszben a halottak istene; később összekapcsolták Ozirisszal és Ptahhal, akikkel közösen a Ptah-Szóker-Ozirisz istenséget alkották
- Szopdet, a határok őrzésének istennője, a Szíriusz csillag
- Taweret, Taurt, a terhesség és szülés istennője, hátsó lábain álló vízilóként ábrázolták
- Tefnut, a csapadék istennője, Szekhmet egyik megjelenési formája
- Thot, vagy eredeti egyiptomi néven Dzsehuti, a bölcsesség és a Hold istene. Íbiszként vagy kutyafejű páviánként ábrázolták. A civilizációt hozta el az embereknek.
- Uadzset, kobraistennő
- Upuaut, Abidosz kutya-istene; a temetőkhöz kapcsolódik. Nevének jelentése: „Az utak megnyitója”. Szerepe a halott elkísérése a ítélethozatalhoz.